# Російсько-український медичний словник (1920)
Російсько-український медичний словник: матеріали до української медичної термінології — медичний термінологічний словник підготовлений Мартирієм Галиним. До друку словник підготувала редкомісія у складі професорів О. Корчака-Чепурківського, Є. Черняхівського, А. Старкова, Г. Писемського, докторів Ю. Меленевського, А. Колесницького, І. Кореневича та О. Антоновської.
Перші українські словники медичної тематики були невеликі за обсягами: «Медичний словничок. Матеріали для української медичної термінології» П. Адаменка (1917, 40 с.) та «Російсько-український словничок медичних термінів» О. Курило (1918, містив 500 слів).
Мартирій Галин був одним із засновників Українського наукового товариства в Києві (1907). У 1908 році прочитав лекцію з медицини українською мовою. З 1911 року очолював термінологічну комісію з медицини медичної секції товариства. У часи гетьманату в 1918 році керував Термінологічною комісією Міністерства народного здоров'я і опікування. У 1918 році опублікував фрагменти свого словника «Українська медична термінологія» в українському науково-медичному журналі «Українські медичні вісті».
У вступі «Від редакційної комісії» до «Російсько-українського медичного словника», написаному в серпні 1920 р., О.Корчак-Чепурківський писав, що в зв'язку з виїздом д-ра М.Галина з Червоним Хрестом за кордон, Наркомздоров'я У. Р.С. Р. створив комісію для видання словника. Спочатку перед комісією було поставлене вузьке завдання — підготувати словник технічно до друку і як найшвидше його видати. Але при ближчому ознайомленні вирішено попрацювати над поліпшенням складу словника. Комісія підійшла до словника, як до «матеріялів для медичної термінології» (за висловом самого М.Галина) і провела значне допрацювання його. Воно полягало в тому, що проведено скорочення і словнику надано більш стислу форму, залишені слова, про які в словникові є вказівки на їх джерела, внесено деякі зміни в систему впорядкування словникового матеріалу, залишеного М.Галиним Ці зміни такі: 1. Виключено слова, які в українській мові повторюють російську або іншу назву, як, провізор і т. ін. 2. Виключені повторення (напр. російською і латинською мовами). 3. Виключені тлумачення слів, приклади їх вживання. 4. Комісією змінено вжитий автором порядок, при якому при назві органа наводились всі терміни, що стосувалися його будови, хвороб і т. ін., в результаті чого траплялося багато повторень. 5. Комісія встановила новий порядок розташування слів, при якому на перше місце ставиться найбільш відповідне слово.
Автори «Російсько-українського медичного словника» намагалися запропонувати та ввести до вживання питомо український еквівалент для кожного терміна іншомовного походження. У медичних термінах іншомовного походження були дані ряди українських відповідників: авітаміноз — голоднеча на вітаміни, брак вітамінів; агонія — скін, сконання, конання, часування, часи; бактеріоскопія — тоїжкодовідне, дріб'янкове, бактерійне дослідження, бактерійний дослід, бактеріорозглядання; бактерія — тоїжка, бактерія, дріб'янка; дизентерія — кривавиця, різачка, бігунка, червінка; імунітет — неуразність, неуразливість, нечуйність на хворобу, відпорність, імунітет; катаракта — полуда, сочевиця, сивий морок, мрак сивий, катаракта; пальпація — мацання, обмацування, дотикання. Проте переважна більшість українських термінів не витримали випробування часом і була замінена запозиченими.
«Російсько-український медичний словник» був двічі перевиданий у 1990-х роках, але став бібліографічною рідкістю.